# Типранавир
Типранавир (TPV) — синтетический противовирусный препарат из группы ингибиторов протеазы для приема внутрь. Типранавир разработан компанией Boehringer Ingelheim и выпускается под торговой маркой Aptivus. Применяется совместно с ритонавиром в составе антиретровирусной терапии для лечения ВИЧ-инфекции.

## Фармакологические свойства
Типранавир обладает способностью подавлять репликацию вирусов, устойчивых к другим ингибиторам протеазы, и рекомендуется пациентам, устойчивым к другим видам лечения. Устойчивость к самому типранавиру, по-видимому, требует множественных мутаций. Типранавир был одобрен «Управлением по санитарному надзору за качеством пищевых продуктов и медикаментов» (FDA) 22 июня 2005 года и одобрен для использования в педиатрии 24 июня 2008 года.
Типранавир следует принимать только в сочетании с ритонавиром и другими антиретровирусными препаратами, и он не одобрен для пациентов, не получавших лечения. Подобно лопинавиру и атазанавиру, он очень мощный и эффективен в терапии спасения пациентов с лекарственной устойчивостью. Однако побочные эффекты типранавира могут быть более серьезными, чем у других антиретровирусных препаратов. Некоторые побочные эффекты включают внутричерепное кровоизлияние, гепатит, печёночная недостаточность, гипергликемию и сахарный диабет. Также было показано, что препарат вызывает повышение общего холестерина и триглицеридов.
На этикетке Aptivus есть предупреждение в виде черного ящика относительно гепатотоксичности и внутричерепного кровоизлияния.